# G-III Apparel Group
G-III Apparel Group — американская компания, занимающаяся разработкой дизайна и продажей одежды. Компания использует около 30 брендов, ключевыми собственными являются DKNY, Donna Karan, Karl Lagerfeld и Vilebrequin; также она имеет лицензии на выпуск одежды под такими брендами, как Calvin Klein, Tommy Hilfiger, Nautica и Halston. Штаб-квартира расположена в Нью-Йорке.

## История
Компанию основал в 1956 году Арон Гольдфарб в нью-йоркском районе Гармент. Компания занималась производством кожаных курток. В 1972 году в компании начал работать 22-летний сын основателя Моррис Гольдфарб. В 1974 году компания была зарегистрирована под названием G-III Leather Fashions, к этому времени она начала размещать заказы на производство за рубежом. В 1981 году был начат выпуск женской кожаной одежды под брендом Siena. К 1988 году оборот компании достиг 50 млн долларов.
В 1989 году произошло слияние G-III Leather Fashions с Ante Corp., объединённая компания получила название G-III Apparel Group, её главой стал Моррис Гольдфарб. Компания сохранила листинг на бирже NASDAQ, который имела Ante Corp. В 1990-х годах G-III Apparel Group начала импортировать и продавать текстильную одежду, в основном спортивную и верхнюю. Тем не менее, из 175,5 млн долларов выручки в 1992 году 90 % пришлось на кожаную одежду, компания занимала 12 % рынка женской одежды из кожи в США. Основными поставщиками товаров были фабрики в Южной Корее, однако, постепенно росла роль Гонконга и Индонезии. В 1993 году было заключено лицензионное соглашение с Национальной футбольной лигой о продаже кожаной и текстильной одежды с логотипами команд. В 1996 году такое же соглашение было подписано с Национальной хоккейной лигой. В 1994 году оборот компании достиг 208,9 млн долларов, в следующие годы продажи резко упали, среди основных причин спада называли отсутствие сильного бренда — компания в основом продавала продукцию под торговой маркой G-III, которая не могла конкурировать с набиравшими популярность дизайнерскими брендами.

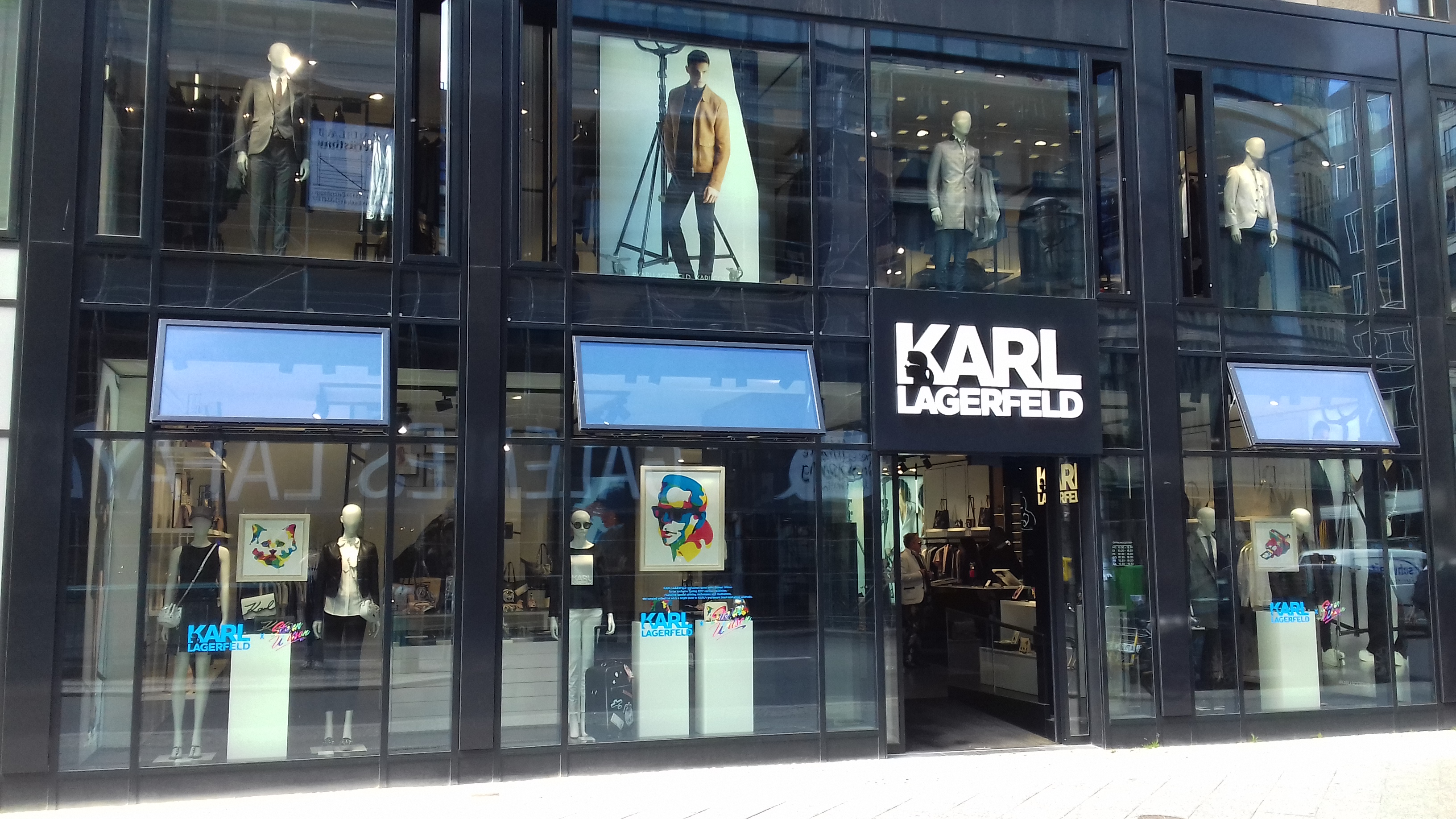
Магазин Karl Lagerfeld в Берлине

Начиная с 2000-х годов компания начала приобретать известные бренды. В 2008 году была куплена сеть из 116 магазинов кожаной одежды Wilsons Leather. В том же году был приобретен нью-йоркский бренд изделий из кожи Andrew Marc. В 2012 году был куплен французский бренд купальных костюмов и одежды для пляжа Vilebrequin. Бренд обуви G.H. Bass стал собственностью компании в 2013 году. В 2016 году были куплены бренды DKNY и Donna Karan, созданные американским модельером Донной Каран; их прежним владельцем был французский конгломерат LVMH, стоимость сделки составила 650 млн долларов. В 2021 году портфель брендов был пополнен торговым наименованием Sonia Rykiel, его создателем была французский кутюрье Соня Рикель. В 2022 году за 210 млн долларов был приобретен бренд Karl Lagerfeld.

## Деятельность

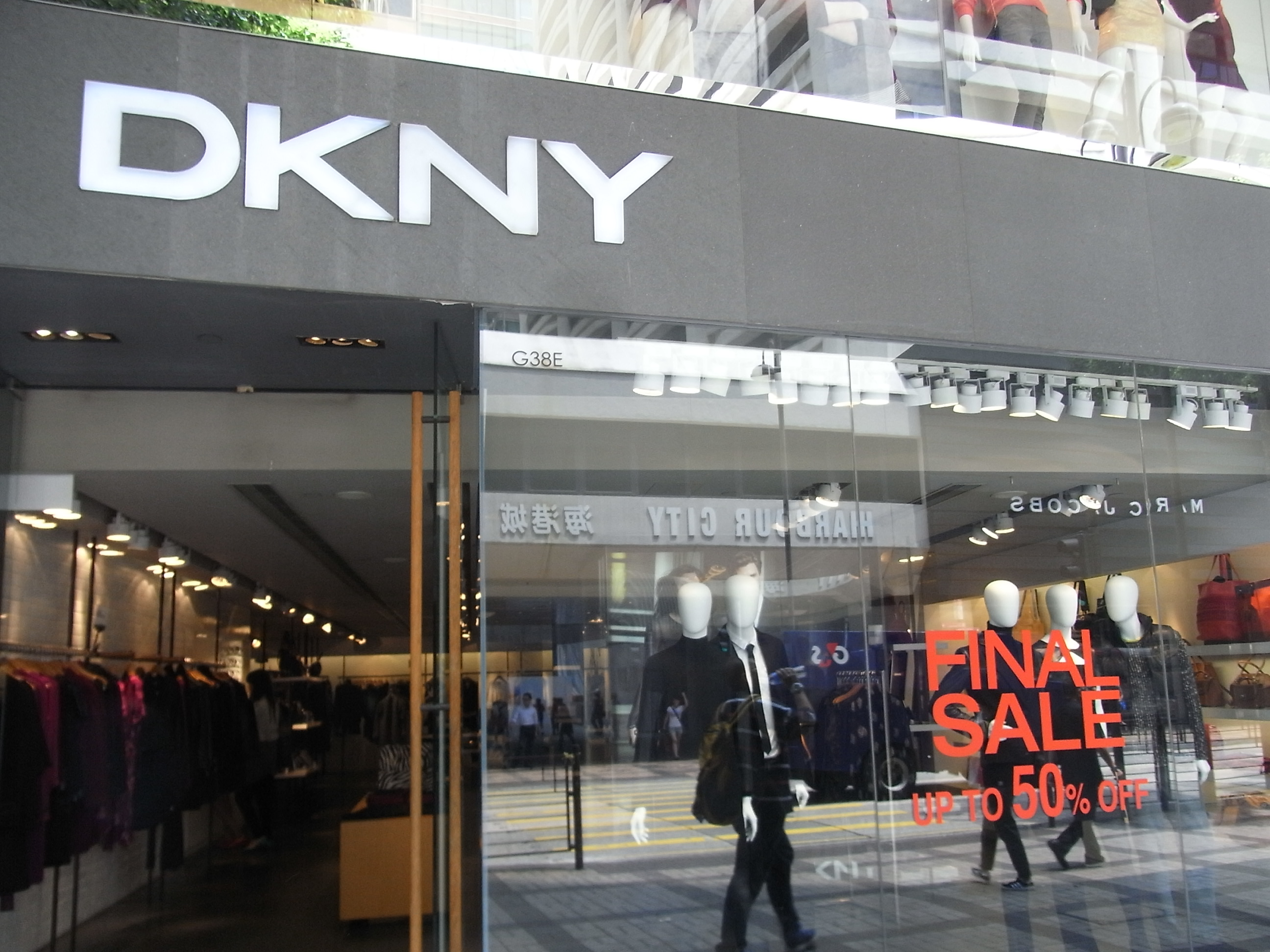
Магазин DKNY в Гонконге

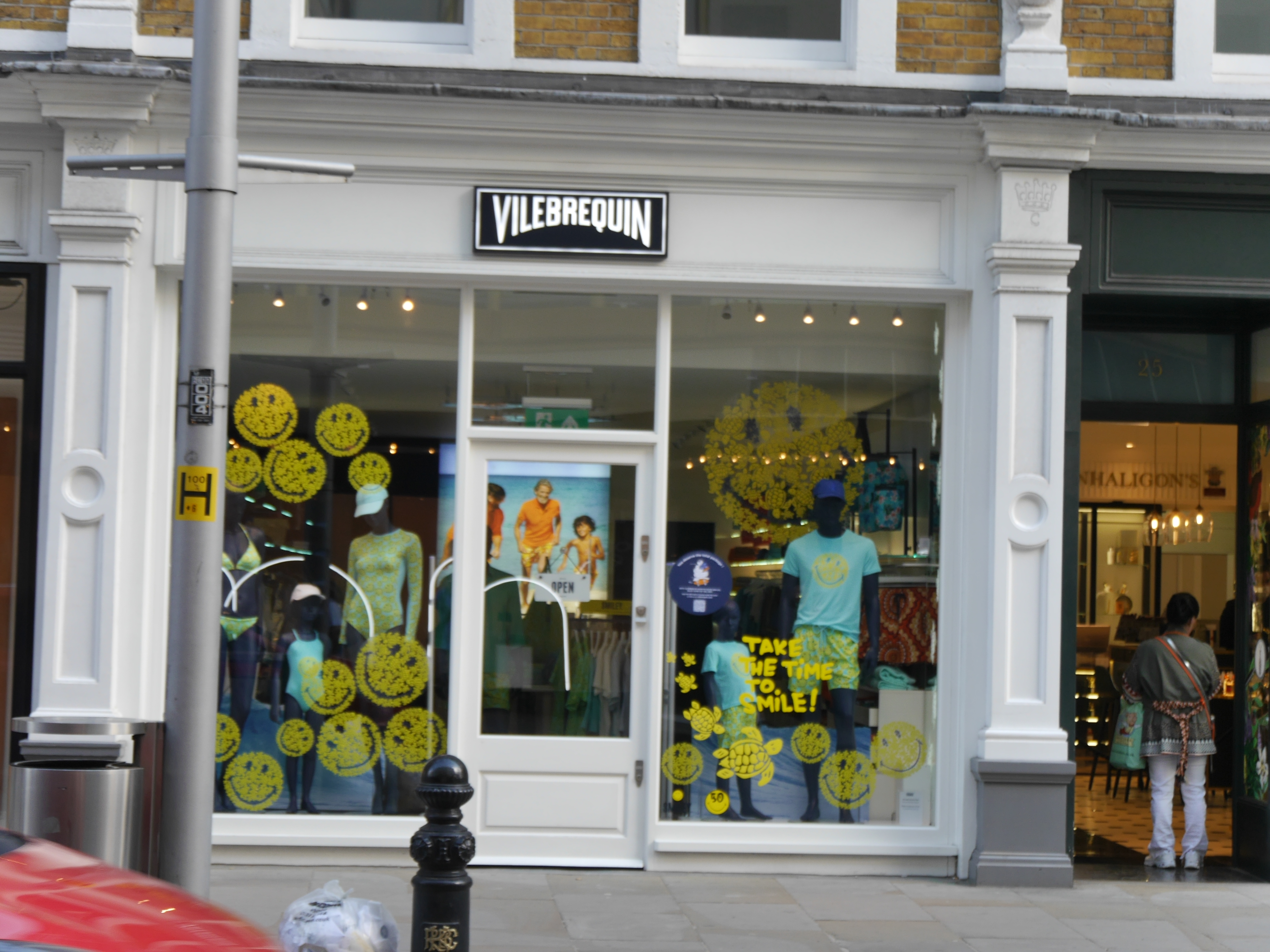
Магазин Vilebrequin в Лондоне

G-III Apparel Group разрабатывает дизайн, размещает заказы на производство и продаёт мужскую и женскую одежду в различных ценовых категориях. Продукция включает верхнюю и спортивную одежду, платья, купальные костюмы, а также обувь и галантерею. Всю продукцию изготавливают независимые контрактные производители, в основном, во Вьетнаме, Китае и Индонезии. Продукция преимущественно реализуется оптом сетям универмагов и специализированных магазинов, крупнейшими покупателями в 2024 году были Macy’s (18 % выручки), TJX Companies (13,2 % выручки) и Ross Stores (12,6 % выручки). Собственная розничная сеть по состоянию на начало 2025 года состояла из 107 магазинов Vilebrequin, 49 магазинов DKNY and Karl Lagerfeld Paris, 64 магазинов Karl Lagerfeld и 1 магазина Sonia Rykiel. Компания также применяет сбыт через платформы электронной коммерции, включая как собственные интернет-магазины, так и сторонние (Amazon, Fanatics, Zalando, Zappos и другие).
Оборот компании в 2024/25 финансовом году составил 3,18 млрд долларов, из них на США пришлось 77 %. Собственные бренды принесли 51 % выручки, основными из них были DKNY ($675 млн) и Karl Lagerfeld ($580 млн). Около трети выручки пришлось на бренды Calvin Klein и Tommy Hilfiger, используемые по лицензии, купленной у PVH Corp. Используемые бренды по состоянию на начало 2025 года:
- собственные бренды: Andrew Marc, DKNY, Donna Karan, Eliza J, G.H. Bass[англ.], G-III for Her, G-III Sports by Carl Banks, Jessica Howard, Karl Lagerfeld, Karl Lagerfeld Paris, Marc New York, Sonia Rykiel, Vilebrequin[англ.], Wilsons Leather[англ.];
- бренды по лицензии: BCBG, Calvin Klein, Champion, Cole Haan[англ.], Converse, Dockers, Halston, Kenneth Cole, Levi’s, Major League Baseball, Margaritaville, National Basketball Association, National Football League, National Hockey League, Nautica, Starter, Tommy Hilfiger, Vince Camuto[англ.], а также логотипы более 150 колледжей и университетов США для выпуска спортивной формы по лицензии Collegiate Licensing Company[англ.].

В списке крупнейших компаний США Fortune 1000 за 2024 год G-III Apparel Group заняла 873-е место.